# Робер Форіссон
Робер Форіссон (25 січня 1929, Шеппертон — 21 жовтня 2018) — французький академік, літературознавець, історик, письменник, який заперечує Голокост. На Міжнародній тегеранській конференції «Огляд голокосту: глобальне бачення» виступив з доповіддю «Перемоги ревізіонізму».
Форіссон викликав великі суперечки низкою статей, опублікованих у журналі Journal of Historical Review і в інших виданнях, а також різними листами, які він надіслав до французьких газет (особливо в Le Monde), які піддають сумніву різні аспекти Голокосту, у тому числі наявність смертоносних газових камер у нацистських концентраційних таборах, в реальності систематичного вбивства євреїв Європи з використанням газу під час Другої світової війни, справжність «Щоденника Анни Франк», та достовірність розрахунків Елі Візеля та його страждання під час війни.
Після прийняття у Франції закону проти заперечення Голокосту в 1990 році, було порушено кримінальну справу і Форіссона оштрафували. У 1991 році він був звільнений зі своєї посади академіка.

## Біографія
Форіссон пройшов підготовку як професор французької літератури, здобувши конкурсну ліцензію на навчання в 1956, і звання доктора в 1972 році. Він був викладачем, а потім професором французької літератури в Ліонському університеті в період між 1973 і 1990 роками.
Форіссон уперше почав активно заперечувати Голокост у 1974 році, коли він звернувся в Яд Вашем з докладним листом, що містив ряд доводів, які, на його думку, доводили, що не було геноциду євреїв під час Другої світової війни. Ці твердження були засновані на його інтерпретації архівних записів і власному скептицизмі з приводу тверджень і свідчення різних історичних діячів, у тому числі нацистських посадових осіб, таких як Рудольф Гесс.
У 1991 році Форіссона було звільнено з університетської кафедри на підставі закону про неможливість заперечення Голокосту. Після винесення вироку він звернувся до Комітету ООН з прав людини зі скаргою, що його засудження є порушенням гарантій свободи слова, визначених в статті 19 Міжнародного Пакту про громадянські та політичні права. Комітет з прав людини зазначив, що засудження було виправданим втручанням в його права, гарантовані статтею 19 Пакту. Комітет погодився із аргументом уряду Франції, що заперечення Голокосту є головним інструментом антисемітизму у Франції.

## Справа Форіссона
За 1979 м. Робер Форіссон написав книгу, яка стверджує, що нацисти не користувалися газовими камерами, не починали геноцид євреїв і що ці міфи були створені сіоністами заради Ізраїлю проти Німеччини та Палестини.
Форіссон був побитий студентами-сіоністами і звільнений з університету (обґрунтування — неможливість забезпечити безпеку працівника). Пізніше він був засуджений за звинуваченням у фальсифікації історії. Вирок передбачав три місяці ув'язнення і 21 000 франків штрафу.
Пізніше за ініціативи лібертаріанців була складена петиція до французьких властей з вимогою «забезпечити Роберу Форіссону безпеку і можливість користуватися своїми конституційними правами», включаючи свободу слова. Під петицією було поставлено близько 500 підписів з усього світу; одним з підписантів був відомий учений і публіцист Ноам Чомскі. Єврей за походженням, він заперечував свою підтримку висновків Форіссона, але відстоював право будь-якого вченого на дослідження, непопулярні в суспільстві.
Зокрема, Чомскі написав:
| Я не бачу антисемітизму в запереченні існування газових камер або голокосту. Я також не бачу антисемітизму в заявах, що голокост (незалежно від упевненості заяв в його існуванні) використовується апологетами ізраїльських репресій і насильства. (Процитовано за «У пошуках правди Ноамом Чомскі») Оригінальний текст (англ.) I see no anti-Semitic implications in denial of the existence of gas chambers or even denial of the Holocaust. Nor would there be anti-Semitic implications, per se, in the claim that the Holocaust (whether one believes it took place or not) is being exploited, viciously so, by apologists for Israeli repression and violence. |
Ця заява викликала гостру полеміку в наукових і громадських колах Європи, Америки та Ізраїлю. Відповідаючи критикам, Чомскі наголошував, що є різниця між «підтримкою чиїхось поглядів» і «захистом його права їх висловлювати» (згідно з відомим афоризмом Вольтера: «Мені глибоко неприємні Ваші погляди, але я готовий померти за те, щоб у Вас було право їх висловити»).
Справа Форіссона показала, що існують значні розбіжності в інтерпретації поняття «права людини» і меж його застосування.

## Напади
Робер Форіссон був серйозно поранений під час нападу 16 вересня 1989 року.
Засліпивши сльозоточивим газом, троє нападників жорстоко побили його, зламавши щелепу, заподіявши переломи ребер і завдавши серйозної травми голови, що потягло за собою багатогодинну операцію.
Відповідальність за цей дикий напад узяла на себе група, що називає себе «Сини пам'яті євреїв». У своїй заяві група погрожувала: «Професор Форайссон перший, але не останній. Нехай усі, хто заперечує голокост, остерігаються». Хоча були всі підстави підозрювати в нападі єврейську організацію Tagar/Betar, французька поліція офіційно визнала тільки «трьох молодих єврейських активістів з Парижа».
Політичні та громадські діячі й організації Франції, разом із найвпливовішою щоденною газетою країни Le Monde, засудили цей напад. Однак Сердж Кларсфелд із французько-єврейського «Нацистського мисливця» намагався виправдати або обґрунтувати злочин. «Ті, хто провокував єврейське співтовариство протягом багатьох літ, повинні бути готові до такого розвитку подій, — сказав він. — Не можна безкарно ображати пам'ять про жертви».
Хоча напад на Форайссона у вересні 1989 був найзухвалішим, він не був ані першим, ані останнім. Між листопадом 1978-го і травнем 1993-го, на професора було вчинено ще десять подібних нападів.

## Відео
- Robert Faurisson on historical lies
- Robert Faurisson — 28 mars 2007 — FR sub it — 1/4
- Le probleme des chambres a gaz — Robert Faurisson — 1986 2/7
- Robert Faurisson on Raul Hilberg
- Faurisson sull'olocausto